# Abdelrahman Wael
Abdelrahman Wael (7 de septiembre de 1995) es un deportista egipcio que compite en taekwondo. Ganó dos medallas de oro en el Campeonato Africano de Taekwondo en los años 2018 y 2021.

## Palmarés internacional
| Campeonato Africano | Campeonato Africano | Campeonato Africano | Campeonato Africano |
| Año                 | Lugar               | Medalla             | Categoría           |
| ------------------- | ------------------- | ------------------- | ------------------- |
| 2018                | Agadir (Marruecos)  | Medalla de oro      | –68 kg              |
| 2021                | Dakar (Senegal)     | Medalla de oro      | –68 kg              |